# Petrus Scheele

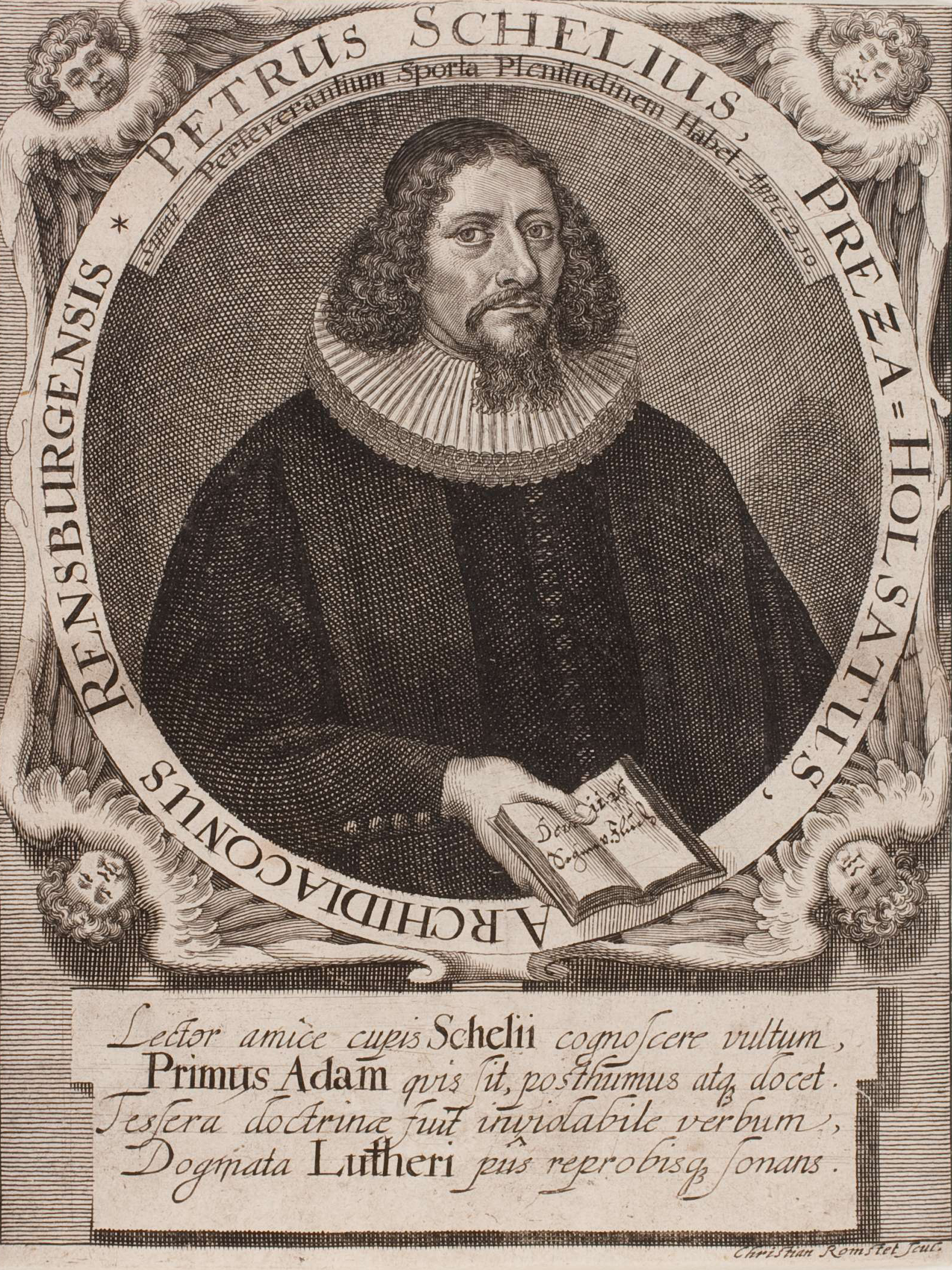
Petrus Scheele, Kupferstich von Christian Romstet

Petrus Scheele (* 7. Juni 1623 in Preetz; † 4. Dezember 1700 in Hamburg) war ein norddeutscher Geistlicher.

## Leben
Petrus Schele studierte an der Universität Rostock. Als Respondent ist er auch in Königsberg/Ostpreußen und Wittenberg nachgewiesen. Scheele war Archidiakon an der Marienkirche in Rendsburg, 1676 bis 1681 Pastor in Giekau und von 1681 bis zu seinem Tod Pastor an der Kirche St. Maria Magdalena in Hamburg-Moorburg und predigte gleichzeitig im Zuchthaus. Scheele vermachte den Preetzer Pastoren eine 2500 Bände umfassende Bibliothek und dazu die Zinsen eines Kapitals von 2000 Reichstalern zu deren Pflege und Erweiterung.
Im Kloster Preetz wurde der Remter des Kreuzganges zur Aufnahme dieser Bücher umgebaut. Diese Bibliothek bildete den Grundstock der Predigerbibliothek, die einer der größten Kulturschätze der Stadt Preetz ist.